# Achromaat (optica)

Bij een enkelvoudige lens heeft ten gevolge de chromatische aberratie elke golflengte een eigen brandpuntsafstand.

Een achromaat corrigeert chromatische aberratie bij twee golflengten (niet op schaal, effect overdreven)
Fr,b = brandpunt voor rood en blauw, Fg = brandpunt voor groen.

Verloop van de brandpuntsafstand in een typisch achromatisch lenzenstelsel, als functie van de golflengte van het invallende licht. Verticaal: golflengte in micrometer. Horizontaal: afwijking van de brandpuntsafstand ten opzichte van gewenste waarde, in inch

Onder een achromaat of een achromatisch lenzenstelsel wordt een lenzenstelsel verstaan waarbij de brandpuntsafstand bij ten minste twee golflengten gelijk is. Dit vermindert de effecten van chromatische aberratie en sferische aberratie.
Het meest gangbare type achromaat is het achromatische doublet, dat uit twee lenscomponenten bestaat die in verschillende mate dispersie (kleurschifting) vertonen. Gewoonlijk is de ene component hol (concaaf) en vervaardigd uit flintglas, en de andere bol (convex) en gemaakt uit kroonglas. Van deze twee heeft kroonglas de laagste dispersie. Ook andere glassoorten met lage dispersie kunnen hiervoor worden gebruikt. De beide lenscomponenten waren dicht opeen gemonteerd, meestal zelfs opeen gekit; samen zijn zij zodanig ontworpen dat de chromatische aberratie van de een die van de ander compenseert.

## Geschiedenis
Nadat Isaac Newton beweerde dat een dergelijke compensatie niet mogelijk was, werd reeds in de 18e eeuw al gediscussieerd over de mogelijkheden om de chromatische aberratie te compenseren. De uitvinding van de achromaat wordt toegeschreven aan de Engelse advocaat en amateur-opticus Chester Moore Hall Hall trachtte zijn werk aan achromatische doubletten geheim te houden en liet de twee componenten daarom maken door twee verschillende opticiens, Edward Scarlett and James Mann. Deze beiden echter besteedden de opdracht uit aan dezelfde lenzenmaker, George Bass. Deze Bass bemerkte dat de beide lenzen voor dezelfde opdrachtgever waren. Toen hij ze op elkaar legde, vielen hem de achromatische eigenschappen op. Hall zag het belang van zijn vinding niet tijdig in en is derhalve slechts onder weinig optici bekend gebleven.
Eind jaren 1750 vertelde Bass over deze lenzen van Hall aan John Dollond, die het belang ervan inzag en in staat bleek hun ontwerp te reproduceren. Dollond vroeg een octrooi hiervoor aan en kreeg dat in 1758. Dit leidde tot een bittere strijd met andere optici over het recht om achromatische doubletten te maken en te verkopen.
Dollonds zoon Peter vond in 1763 de apochromaat uit, die een verbetering van de achromaat was.

## Types
Er zijn verschillende soorten achromaten ontwikkeld. Zij verschillen in de vorm van de lenscomponenten en in de optisch eigenschappen van de glassoorten (vooral hun dispersie of getal van Abbe).
In het hiernavolgende staat 'R' voor de kromtestraal van de relevante lensoppervlakken. R1 slaat op het eerste lensoppervlak geteld vanaf de kant van het voorwerp. Een doubletstelsen heeft vier lensoppervlakken, met kromtestralen R1 tot R4.

### Littrowdoublet
Deze gebruikt een biconvexe lens van kroonglas met twee gelijke kromtestralen, dus R1 = R2, en een tweede lens van flintglas met R3 = –R2. Het laatste oppervlak van de flintglascomponent is vlak, dus R4 = ∞. Een Littrowdoublet kan een spookbeeld vormen tussen R2 and R3 doordat de oppervlakken van beide lenzen dezelfde kromtestraal hebben. Ook kan er een spookbeeld ontstaan tussen het vlakke vierde oppervlak en het einde van de telescooptubus.

### Fraunhoferdoublet (Fraunhoferobjectief)
De eerste lens is hier positief en de tweede negatief. R1 wordt groter gekozen dan R2, en R2 is bijna maar niet helemaal gelijk R3. R4 is gewoonlijk groter dan R3. In een Fraunhoferdoubet worden de net niet gelijke oppervlakken R2 en R3 tegen elkaar gemonteerd. Dit ontwerp biedt meer vrijheidsgraden (één extra kromtestraal, dikte van de luchtlaag) om de aberraties te corrigeren.

### Clarkdoublet
Deze gebruikt een biconvexe lens van kroonglas met R1 = R2, en een flintglanslens met R3 ≈ R2 en R4 ≫ R3. R3 wordt iets korter gekozen dan R2, zodat R2 en R3 niet even sterk zijn en er minder gemakkelijk spookbeeld wordt gevormd tussen de kroonglas- en de flintglascomponent.

### Doublet met olielaagje
Een laagje olie tussen kroonglas- en flintglascomponent elimineert de spookbeelden, in het bijzonder wanneer R2 = R3. Ook bevordert het de lichttransmissie enigszins en beperkt het de invloed aan fouten in R2 en R3.

### Steinheildoublet
Het Steinheildoublet, ontwikkeld door Carl August von Steinheil, is een doublet met een eerste lens van flintglas. In tegenstelling tot het Fraunhoferdoublet is de eerste lens negatief en de tweede positief. De krommingen zijn sterker dan bij het Fraunhoferdoublet.

### Dyalite
Dyalite-objectieven hebben een grote luchtruimte tussen de twee componenten. Zij werden oorspronkelijk in de 19e eeuw ontwikkeld om veel kleinere flintglaslenzen als tweede lens te kunnen gebruiken, aangezien flintglas moeilijker te maken is en duurder is. R2 en R3 kunnen niet op elkaar worden gekit, omdat de kromtestralen niet gelijk zijn.

## Ontwerp
Het eerste-ordeontwerp van een achromaat behelst het kiezen van de uiteindelijke brandpuntsafstand φsys van het doublet. De glaskeuze levert de gemiddelde brekingsindex nd (voor de brekingsindex bij de golflengte van de "d"-lijn volgens Fraunhofer) en het Abbegetal V (voor de reciproque waarde van de dispersie van het glas). Om te zorgen dat de lineaire dispersie van het systeem nul is, moet het systeem voldoen aan de volgende vergelijkingen:
{\displaystyle {\begin{aligned}\varphi _{1}+\varphi _{2}&=\varphi _{\text{sys}}\\{\frac {\varphi _{1}}{V_{1}}}+{\frac {\varphi _{2}}{V_{2}}}&=0\ ,\end{aligned}}}
waarin de lenssterkte φ = 1/f is voor een lens met brandpuntsafstand f. Oplossen van deze vergelijkingen voor{\displaystyle \scriptstyle \phi _{1}} en φ2 geeft:
{\displaystyle {\frac {\varphi _{1}}{\varphi _{\text{sys}}}}={\frac {V_{1}}{V_{1}-V_{2}}}\qquad {\text{en}}\qquad {\frac {\varphi _{2}}{\varphi _{\text{sys}}}}={\frac {-V_{2}}{V_{1}-V_{2}}}\ .}
Daar φ2 = –φ1 V2 / V1, en de Abbegetallen positief zijn, is de tweede lens in het doublet negatief indien de eerste positief is.